# Food Justice Movement
El Movimiento por la Justicia Alimentaria es un movimiento político comunitario que emergió en respuesta a la inseguridad alimentaria y a las presiones económicas que impiden el acceso a alimentos sanos, nutritivos y culturalmente adecuados (puesto que la comida debe ajustarse a la cultura de las personas que la consumen). Incluye a movimientos de políticas más amplios, como la Organización de las Naciones Unidas para la Alimentación y la Agricultura. La justicia alimentaria reconoce al sistema alimentario como "un proyecto racial y problematiza la influencia de raza y clase en la producción, distribución y consumo de comida". Esto engloba a las cuestiones de trabajo de granja, disputas de territorio, cuestiones de estatus y clase, justicia medioambiental, políticas públicas, y abogacía (o incidencia política). La justicia alimentaria está estrechamente vinculada a la soberanía alimentaria, la cual critica las "barreras estructurales a las que las comunidades racializadas se enfrentan para acceder a alimentos locales y orgánicos" que son debidas en gran parte al racismo institucional y al efecto que tiene en la igualdad económica. Se argumenta que la falta de acceso a buenos alimentos es tanto causa como síntoma de las desigualdades estructurales que dividen a la sociedad. Una posible solución para las áreas pobres incluye jardines comunitarios, ecuanimidad para los trabajadores en alimentos y una política nacional para la alimentación.

## Contexto
El movimiento por la Justicia Alimentaria de hoy en día se originó de la Community Food Security Coalition (CFSC) [Coalición Comunitaria de la Seguridad Alimentaria] en 1996, la cual buscó proveer comida accesible, culturalmente adecuada y sana a la ciudadanía estadounidense. Una de las limitaciones de este grupo fue que estaba conformado exclusivamente por personas estadounidenses blancas, y aceptaba pocos aportes de los residentes de las áreas con inseguridad alimentaria que la CFSC quería ayudar. Hacía énfasis en el consumo de frutas y verduras frescas y locales, imposibilitando la discusión de temas raciales. El director de Nuestras Raíces, Daniel Ross, señala que:
… la inseguridad alimentaria no puede divorciarse de los asuntos que preocupan a las comunidades […] la comida y la agricultura se prestan para hablar [del racismo y los desequilibrios de poder] porque la comida es tan central para las comunidades y, si tuvieras comunidades que trabajaran, tendrías justicia e igualdad. [...] La justicia es el elemento fundamental.[7]
Entre las personas que investigan sobre la justicia alimentaria y otros temas relacionados se encuentra Monica M. White, cuya investigación se enfoca en la comunidad, mayoritariamente Negra, de Detroit. En su artículo Sisters of the Soil: Urban Gardening as Resistance in Detroit [Hermanas de la tierra: Jardinería urbana como resistencia en Detroit), habla del trabajo de la Detroit Black Community Food Security Network (DBCFSN) [Red de Justicia Alimentaria de la Comunidad Negra de Detroit] que usa el cultivo como una manera de paliar la inseguridad alimentaria y hacer actos políticos. White cita la National Health and Nutrition Examination Survey [Encuesta Nacional para el Examen de Salud y Nutrición] de 2005-2006 para señalar que 52.9% de las mujeres Negras son obesas, en contraste con el 37.2% de hombres Negros y 32.9% de mujeres blancas, debido a fenómenos como los desiertos alimentarios y la inseguridad alimentaria. Debido a que el nivel socioeconómico de las comunidades Negras en Detroit es una parte importante de los problemas de inseguridad alimentaria a los que éstas se enfrentan, sirve para ejemplificar lo inextricable de los movimientos de la justicia alimentaria y las reformas sociales.[8]
El Artículo 25 de la Declaración Universal de los Derechos Humanos dice: "Toda persona tiene derecho a un nivel de vida adecuado que le asegure, así como a su familia, la salud y el bienestar, y en especial la alimentación, el vestido, la vivienda, la asistencia médica y los servicios sociales necesarios; tiene asimismo derecho a los seguros en caso de desempleo, enfermedad, invalidez, viudez, vejez u otros casos de pérdida de sus medios de subsistencia por circunstancias independientes de su voluntad."
La Organización de las Naciones Unidas para la Alimentación y la Agricultura asevera que el derecho a la comida es "El derecho a alimentarse en dignidad. Es el derecho a tener acceso continuo a los recursos que te permitirán producir, ganar o comprar suficiente comida no solamente para prevenir el hambre, sino para también asegurar la salud y el bienestar. El derecho a la comida rara vez significa que la persona tiene el derecho a que le den cosas gratis."[2]
El Departamento de Agricultura de los Estados Unidos (USDA) tiene el Instituto Nacional de Alimentos y Agricultura (NIFA), que también es parte del Research, Education and Economics (REE) [área de misiones en Investigación, Educación y Economía]. NIFA es una agencia que usa fondos federales para lidiar con los problemas relacionados con la justicia agricultora y alimentaria que impactan la vida diaria de las personas. Es un esfuerzo colaborativo basado en investigaciones (y quienes las llevan a cabo) para ubicar y encontrar soluciones a los problemas en la cadena agricultora. Su toma de decisiones es científica-política, algo a tener en mente al momento de preguntar qué problemas están resolviendo y para qué propósito.[9]

## Investigación y teoría
Hay una plétora de investigaciones acerca de los huertos comunitarios, la agricultura urbana y su impacto en las comunidades locales.[15] La literatura intenta conectar las actividades de los huertos comunitarios y los proyectos de agricultura urbana con resultados sociales, de salud y económicos. Sin embargo, debido a la arrolladora falta de diversidad en perspectivas que componen el movimiento de justicia alimentaria, un nuevo concepto de sustentabilidad justa[1] ha sido propuesto. Para poder hablar acerca de la cultura blanca y de clase media que dominan la conversación y las prioridades sobre la comida orgánica y las prácticas sustentables, se sugiere un acercamiento más multicultural e interseccional que incluye las narrativas de comunidades históricamente marginalizadas.[1]

### Movimientos alimentarios y raza
El movimiento de justicia alimentaria señala que buen número de personas activistas e investigadoras de la comida, como el periodista Michael Pollan, no llegan a señalar las limitantes sociales y económicas que moldean los hábitos alimentarios y las elecciones de ciertos grupos, y hacen demasiado énfasis en las elecciones individuales. Les activistas de la justicia alimentaria señalan que las comunidades de color han perdido soberanía alimentaria, y hacen notar que el racismo y la desigualdad económica impiden, sobre todo, que las comunidades Negras tengan acceso a cantidades suficientes de alimentos nutritivos. Este movimiento aspira a reformar el sistema alimentario dirigiendo su atención a estas y otras desigualdades estructurales, al igual que celebrando comidas que son culturalmente significativas para diferentes grupos.[16]
La intersección de raza y justicia alimentaria aparece en el movimiento de justicia alimentaria, por ejemplo, en el Área de la Bahía de San Francisco y, sobre todo en la ciudad de Oakland. West Oakland (una vecindad cuya población Negra, históricamente, ha sido mayor a la blanca) también es conocido por ser un desierto alimentario, lo cual quiere decir que sus residentes deben viajar más de una milla para encontrar comida fresca. Treinta y cinco por ciento de quienes residen en el área tampoco tienen acceso a un coche para ir a una tienda, la cuarta parte vive por debajo del umbral de pobreza, y la diabetes es tres veces más prevalente en esta vecindad que en el resto del condado de Alameda.[17]
A nivel nacional, es dos veces más probable que los hogares Negros padezcan inseguridad alimentaria que los hogares blancos.[18] Los hogares latinos son 1.5 veces más susceptibles. Estos niveles desproporcionados de inseguridad alimentaria exponen los problemas en la raíz de la cuestión. Las personas sufren de inseguridad alimentaria porque no tienen el presupuesto para comprar suficiente comida para ellas y sus familias, y el hecho de que las personas de color son más susceptibles a esta inseguridad es porque son más susceptibles de vivir en la pobreza.[19] Esto retoma los temas sociales de desinversión en las comunidades de color, con las comunidades Negras en particular teniendo menos probabilidades de tener acceso a educaciones de calidad, oportunidades laborales y conocimiento de programas de apoyo gubernamental.[20] Este problema fue puesto en el ojo público durante el COVID-19, cuando los niveles de inseguridad alimentaria aumentaron drásticamente, particularmente para las comunidades Negras. La pandemia expuso cuáles poblaciones eran más vulnerables; las personas Negras tienen más probabilidad de tener trabajos de alta exposición, menos probabilidad de acceder a asistencia médica de calidad y más probabilidad de enfrentarse a los prejuicios de los proveedores de estos servicios.[20] Son estas desigualdades las que, desde un principio, dieron lugar al movimiento por la justicia alimentaria: un movimiento que específicamente señalaba las disparidades raciales en el sistema alimentario. 
El 78% de las personas Nativas estadounidenses viven fuera de las tierras designadas como tribales, a pesar de que la literatura acerca de la seguridad alimentaria y los pueblos nativos está contextualizada en la residencia en las reservas, y frecuentemente hay una diferencia en la seguridad alimentaria observada en contextos urbanos y rurales entre estos individuos (Tomayko et. al., 2017). Un estudio hecho con hogares Nativos estadounidenses, 240 en contexto rural y 210 en contexto urbano, encontró que el promedio de inseguridad alimentaria era de aproximadamente 61%, con el 80% de los hogares urbanos y el 45% de los hogares rurales en inseguridad alimentaria (Tomayko et. al., 2017). Los individuos Nativos estadounidenses son frecuentemente excluidos de estudios en seguridad alimentaria, y las investigaciones sobre la inseguridad alimentaria en sus comunidades son escasas. El Annual Household Food Security Report [Reporte Anual de la Seguridad Alimentaria Doméstica] de la USDA, en el 2019, les pasó por alto en sus hallazgos (Meredith, 2020). Uno de los primeros y únicos estudios longitudinales de la inseguridad alimentaria de personas Nativas estadounidenses, a nivel nacional, fue escrito por Craig Gunderson en el 2008, aunque el gobierno de EE. UU. oficialmente definió una medida para la inseguridad alimentaria en 1995 (Gunderson, 2008).